# Lyckans ost
Lyckans ost är en svensk långfilm från 1983 i regi av Kjell Sundvall. Filmen var Sundvalls långfilmsdebut och var tillåten från 15 år.

## Rollista
- Anders Åberg - Göte
- Suzanne Reuter - Mona
- Tommy Johnson - Matti
- Ulf Brunnberg - Allan
- Kjell Bergqvist - Ronny
- Allan Svensson - Olle
- Roland Janson - Bertil
- Bertil Norström - chefen
- Bengt Brunskog - grishandlaren
- Maria Johnson - Lisbeth
- Åsa Bjerkerot - Lillemor
- Margreth Weivers - Ulla
- Isao Nohira - japanen
- Gunnar Falk - killen i kapellet
- Björn Qvarnström - Leif
- Olle Björling - Anders
- Lena Bergqvist - servitrisen
- Gregor Dahlman - mannen i restaurangvagnen
- Leif Liljeroth - mannen i biljettluckan
- Lars Lindström - konduktören
- Folke Asplund - chauffören

## Handling
Göte (Anders Åberg) är i fyrtioårsåldern och är socialt hämmad av en överbeskyddande moder. När modern dör tvingas han upptäcka världen som den egentligen är. Han får i uppdrag av sin arbetsgivare att föra en summa pengar norrut i landet till företagets entreprenörsarbetare. På vägen träffar han den prostituerade Mona (Suzanne Reuter) och Matti (Tommy Johnson).

## Mottagande
Lyckans ost mottog i de flesta fall positiva recensioner.

### Fotnoter
1. 1 2 3  ”Lyckans ost”. Svensk Filmdatabas. http://www.sfi.se/sv/svensk-filmdatabas/Item/?itemid=14239&type=MOVIE&iv=Basic. Läst 24 juli 2012.